# Weihenzell
Weihenzell là một đô thị ở huyện Ansbach bang Bayern nước Đức. Đô thị Weihenzell có diện tích 45,18 km², dân số thời điểm ngày 31 tháng 12 năm 2006 là 2846 người.